# 比肯湖 (丁戈爾芬)
48°38′6″N 12°27′26″E / 48.63500°N 12.45722°E

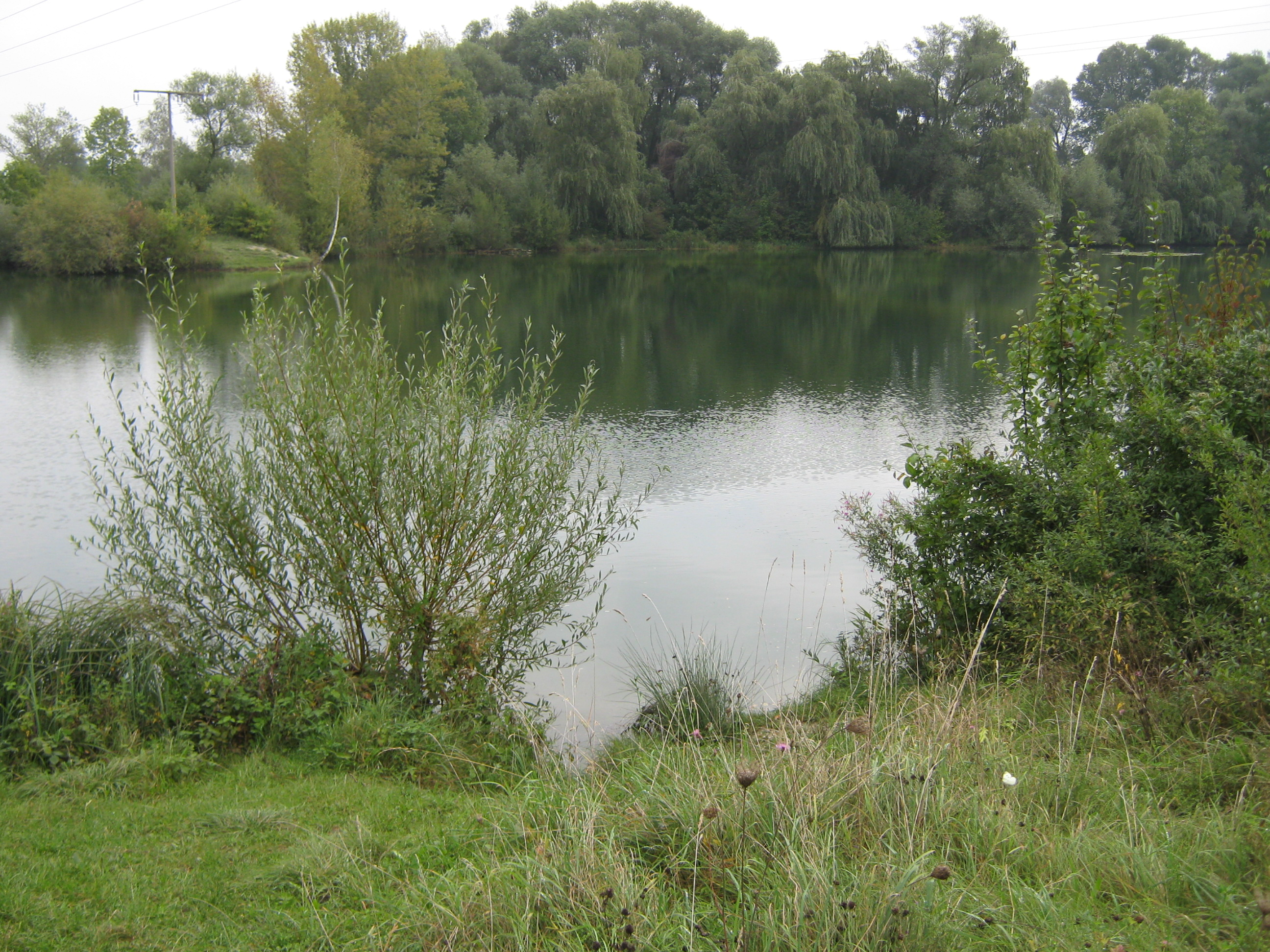

比肯湖（德語：Birkensee），是德國的湖泊，位於該國東南部，由巴伐利亞州負責管轄，處於丁戈爾芬，長0.2公里、寬0.2公里，面積0.02平方公里，海拔高度355米，湖岸線長度0.9公里。